# Síndrome da hipoplasia do coração esquerdo

Diagrama mostrando um coração normal e outro afetado com a SHCE

A síndrome da hipoplasia do coração esquerdo (SHCE) é um raro defeito congênito do coração, caracterizado pela formação defeituosa do lado esquerdo do coração.
Em bebês com SHCE, o lado esquerdo do coração é subdesenvolvido e não pode bombear sangue suficiente para atender às necessidades do corpo.
Sem tratamento, 95% dos bebês com SHCE morre no primeiro mês de vida.